# Guimarães (Familienname)
Guimarães ist ein portugiesischer Familienname.

## Namensträger
- Adair José Guimarães (* 1960), brasilianischer Geistlicher, Bischof von Formosa
- Affonso Guimarães da Silva (1914–1997), brasilianischer Fußballspieler, siehe Afonsinho
- Agberto Guimarães (* 1957), brasilianischer Mittelstreckenläufer
- Alexandre Guimarães (* 1959), brasilianisch-costa-ricanischer Fußballspieler
- Antônio Alberto Guimarães Rezende CSS (1926–2015), brasilianischer Ordensgeistlicher, Bischof von Caetité
- Artur Guimarães Coelho (* 1934), brasilianischer Radrennfahrer
- Artur Victor Guimarães (* 1998), brasilianischer Fußballspieler
- Bárbara Guimarães (* 1973), portugiesische Fernsehmoderatorin
- Bernardo Guimarães (1825–1884), brasilianischer Schriftsteller
- Bruno Guimarães (* 1997), brasilianischer Fußballspieler
- Clesly Evandro Guimarães (* 1975), brasilianischer Fußballspieler
- Dante Guimarães Amaral (* 1980), brasilianischer Volleyballspieler
- Edílson Mendes Guimarães (* 1986), brasilianischer Fußballspieler
- Eduardo Guimarães (1892–1928), brasilianischer Dichter, Übersetzer und Journalist
- Elina Guimarães (1904–1991), portugiesische Schriftstellerin, Juristin und Frauenrechtlerin
- Felipe Guimarães (* 1991), brasilianischer Automobilrennfahrer
- Fernando Guimarães Kevanu (1936–2022), angolanischer Geistlicher, Bischof von Ondjiva
- Fernando José Monteiro Guimarães (* 1946), brasilianischer Ordensgeistlicher, Bischof von Garanhuns
- Gabriela Guimarães (* 1994), brasilianische Volleyballspielerin
- Gerson Guimarães Junior (* 1992), brasilianischer Fußballspieler
- Getúlio Teixeira Guimarães (1937–2020), brasilianischer Geistlicher, Bischof von Cornélio Procópio
- Henrique Guimarães (* 1972), brasilianischer Judoka
- Hugo de Leon Guimarães da Silva (* 1990), brasilianischer Volleyballspieler
- João Guimarães Rosa (1908–1967), brasilianischer Schriftsteller
- João Teixeira Guimarães (1883–1947), brasilianischer Musiker und Komponist, siehe João Pernambuco
- João Guimarães (Fußballspieler, 1998), brasilianischer Fußballspieler

- Joaquim Giovanni Mol Guimarães (* 1960), brasilianischer Geistlicher, Koadjutorbischof von Santos
- José de Guimarães (* 1939), portugiesischer bildender Künstler
- Manuel Guimarães (1915–1975), portugiesischer Filmproduzent
- Odilon Guimarães Moreira (* 1939), brasilianischer Geistlicher, Bischof von Itabira-Fabriciano
- Paulo Braga Guimarães (* 1963), brasilianischer Pianist, Komponist, Arrangeur und Musikpädagoge, siehe Paulo Braga (Pianist)
- Pedro Brito Guimarães (* 1954), brasilianischer Geistlicher, Erzbischof von Palmas
- Ricardo Guimaraes (1908–1974), brasilianischer Leichtathlet
- Serafim Guimarães (* 1934), portugiesischer Pharmakologe
- Roberto Gomes Guimarães (1936–2025), brasilianischer Geistlicher, Bischof von Campos
- Ubiratan Guimarães (1943–2006), brasilianischer Politiker
- Vitorino de Carvalho Guimarães (1876–1957), portugiesischer Politiker
- Walter Guimarães (1912–1997), brasilianischer Fußballspieler